# 切梅里夫齊
49°0′44″N 26°21′11″E / 49.01222°N 26.35306°E

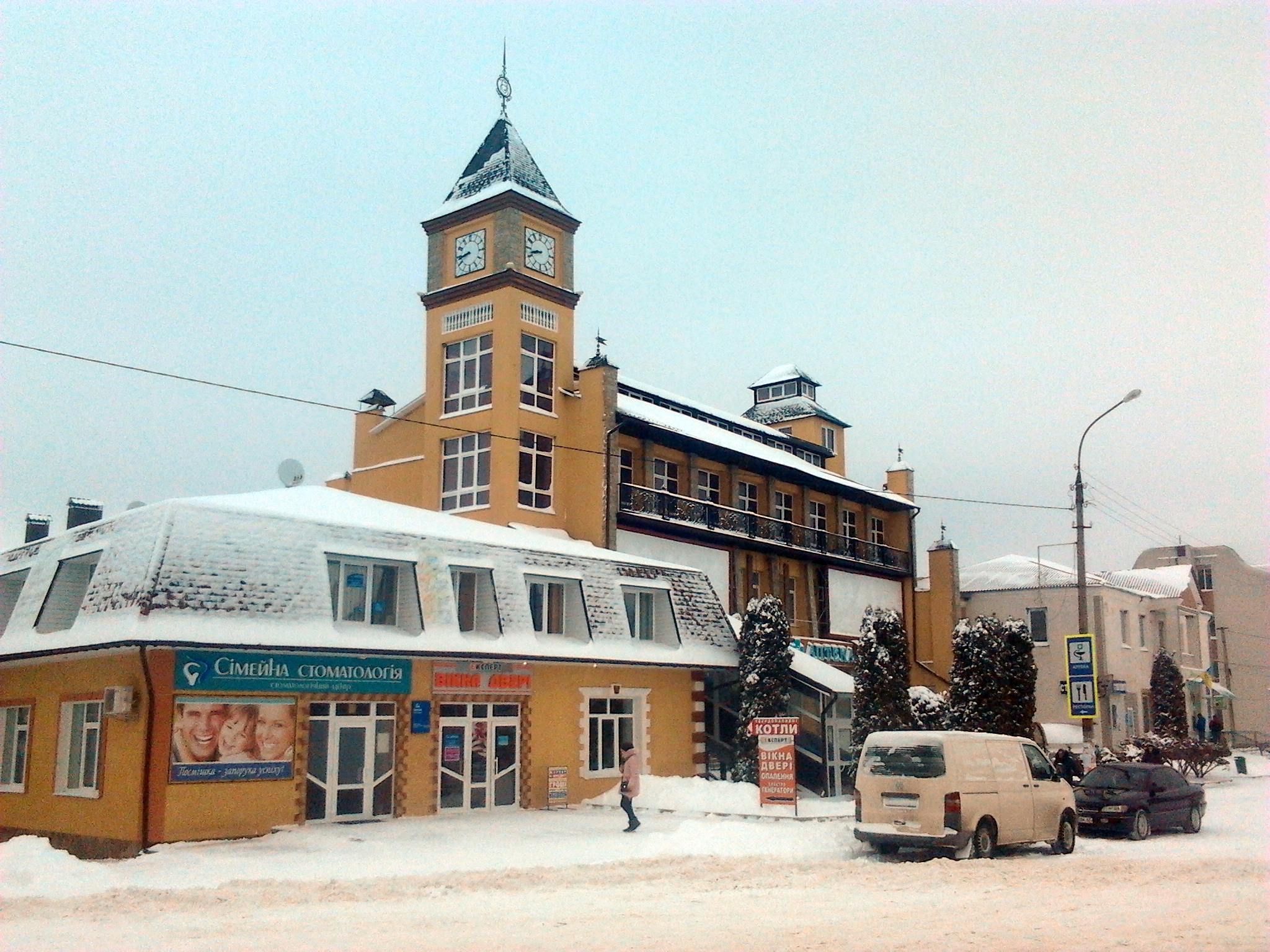
当地商场

切梅里夫齊（烏克蘭語：Чемерівці），又按俄语名译为切梅罗夫齐（俄语：Чемеровцы），是烏克蘭西部赫梅利尼茨基州卡緬涅茨-波多利斯基區切梅里夫齐市镇内的市級鎮及其行政中心。曾是原切梅里夫齊區的区府。始建於1565年，面積5.61平方公里，海拔高度278米，2011年人口5,399，人口密度每平方公里962.39人。